# カパンノリ (ルッカ県)
カパンノリ（伊: Capannori）は、イタリア共和国トスカーナ州ルッカ県にある都市であり、人口約46,000人の基礎自治体（コムーネ）。県都ルッカの東に隣接し、県内ではルッカ、ヴィアレッジョに次いで第三位の人口を有するコムーネである。

## 地理

### 位置・広がり
ルッカ県南部に位置する。

#### 隣接コムーネ
隣接するコムーネは以下の通り。括弧内のPIはピストイア県、PTはピサ県所属を示す。
- アルトパーショ
- ビエンティナ (PI)
- ボルゴ・ア・モッツァーノ
- ブーティ (PI)
- カルチ (PI)
- ルッカ
- モンテカルロ
- ペーシャ (PT)
- ポルカーリ
- サン・ジュリアーノ・テルメ (PI)
- ヴィッラ・バジーリカ

### 気候分類・地震分類
カパンノリにおけるイタリアの気候分類 (it) および度日は、zona D, 1691 GGである。
また、イタリアの地震リスク階級 (it) では、zona 3 (sismicità bassa) に分類される。

## 行政

### 分離集落

カパンノリの分離集落

カパンノリには以下の分離集落（フラツィオーネ）がある。
- Badia di Cantignano, Camigliano Santa Gemma, Carraia, Castelvecchio di Compito, Colle di Compito, Colognora di Compito, Coselli, Gragnano, Guamo, Lammari, Lappato, Lunata, Marlia, Massa Macinaia, Matraia, Paganico, Parezzana, Petrognano, Pieve di Compito, Pieve S. Paolo, Ruota, S. Andrea in Caprile, S. Andrea di Compito, S. Colombano, S. Gennaro, S. Ginese di Compito, S. Giusto di Compito, S. Leonardo in Treponzio, S. Margherita, S. Martino in Colle, S. Pietro a Marcigliano, Segromigno in Monte, Segromigno in Piano, Tassignano, Toringo, Tofori, Valgiano, Verciano, Vorno, Zone

## 姉妹都市
姉妹都市
- La Gaude、フランス
- ロースハイム・アム・ゼー（ドイツ語版）、ドイツ

友好都市
- ピルナ（ドイツ語版）、ドイツ 2016年